# Przeradz Mały
Przeradz Mały – wieś w Polsce położona w województwie mazowieckim, w powiecie żuromińskim, w gminie Lutocin. Ma status sołectwa.
| SIMC    | Nazwa     | Rodzaj    |
| ------- | --------- | --------- |
| 1060352 | Brzuchowo | część wsi |

Prywatna wieś szlachecka położona była w drugiej połowie XVI wieku w powiecie sierpeckim województwa płockiego.
W latach 1975–1998 miejscowość administracyjnie należała do województwa ciechanowskiego.
W majątku Przeradz Mały urodził się w 1881 roku oficer Wojska Polskiego porucznik pospolitego ruszenia Wacław Zdzięborski syn Tomasza i Ludwiki z Nadratowskich, weteran I wojny światowej, żołnierz I Korpusu Polskiego w Rosji, ofiara zbrodni katyńskiej zamordowana w Katyniu.
Pochodził stąd Tadeusz Gierzyński (1905-1968), adwokat, działacz społeczny, prezes Towarzystwa Naukowego Płockiego, poseł na Sejm PRL z ramienia Stronnictwa Demokratycznego.